# Hovhannès Ier Mandakouni
Hovhannès Ier Mandakouni (en arménien Հովհաննես Ա Մանդակունի ; mort en 490) est un catholicos de l'Église apostolique arménienne de 478 à 490.

## Biographie
« Prélat énergique, grand prédicateur », Hovhannès succède au catholicos Giout d'Arahez à la mort de ce dernier, en 478. L'historien arménien contemporain Ghazar Parpetsi le décrit comme « savant, éloquent, austère, d'un zèle ardent contre le mazdéisme ».
Durant tout son catholicossat, Hovhannès collabore étroitement avec Vahan Mamikonian, meneur des Arméniens lors de l'insurrection contre les Perses puis marzban d'Arménie : il le convainc de mener l'insurrection, l'accompagne à la bataille de Nersehapat en 482 et joue un rôle important dans la négociation du traité de Nevarsak.
Après le retour de la paix, et alors que Vahan se consacre au redressement du pays, Hovhannès s'attèle depuis son siège de Dvin à rétablir la discipline et la rigueur religieuses.
Hovhannès meurt en 490 et a pour successeur Babgen d'Otmous.

## Œuvres
« Théologien respecté », Hovhannès a réorganisé le missel de l'Église arménienne ; il a laissé des prières, des hymnes et une trentaine d'homélies centrées sur les thèmes de la repentance, de la prière et du péché.